# Turbinicarpus mombergeri
Turbinicarpus mombergeri là một loài thực vật có hoa trong họ Cactaceae. Loài này được Riha miêu tả khoa học đầu tiên năm 1996.